# Copa FA de Malasia 2023
La Copa FA de Malasia 2023 fue la 33.ª edición anual de la Copa FA de Malasia. El torneo empezó el 8 de marzo y finalizó el 22 de julio. El campeón recibió un cupo en la Copa AFC 2024-25.
El campeón defensor fue Johor Darul Takzim.

## Formato
La Copa FA fue una competición eliminatoria en la que participaron 20 equipos que intentaron llegar a la final en el estadio Sultan Ibrahim el 22 de julio de 2023. La competencia consistió en 14 equipos de la Superliga y 6 equipos de la M3 League.
Para esta temporada, no hubo sorteo para los partidos de segunda ronda u octavos de final para los 6 mejores clubes de la Superliga 2022 y los 2 mejores clubes de la Premier League que se clasificaron automáticamente a la siguiente ronda según la ubicación definida según la posición en la liga de la temporada 2022.

## Participantes
| Superliga de Malasia los 14 equipos de la temporada 2023 | M3 League los 6 equipos de la temporada 2023                        |
| --- | ------------------------------------------------------------------- |
| - Johor Darul Takzim - Kedah Darul Aman - Kelantan - Kelantan United - Kuching City - Kuala Lumpur City - Negeri Sembilan - Penang - Perak - PDRM - Sabah - Selangor - Sri Pahang - Terengganu | - Immigration - BRM - Manjung City - Melaka - PIB Shah Alam - SAINS |

## Calendario
El sorteo tuvo lugar el 10 de febrero de 2023.
| Ronda            | Sorteo        | Fecha            |                  |
| ---------------- | ------------- | ---------------- | ---------------- |
| Primera ronda    | 10 de febrero | 8 y 25 de marzo  | 8 y 25 de marzo  |
| Octavos de final | 10 de febrero | 14 y 15 de abril | 14 y 15 de abril |
| Cuartos de final | 10 de febrero | 27 y 28 de mayo  | 27 y 28 de mayo  |
| Semifinales      | 10 de febrero | 25 y 26 de junio | 25 y 26 de junio |
| Final            | 10 de febrero | 22 de julio      | 22 de julio      |

## Primera ronda
Los partidos se disputaron el 8 y 25 de marzo de 2023.
| Equipo 1         | Resultado    | Equipo 2   |
| ---------------- | ------------ | ---------- |
| Kedah Darul Aman | 2–2 (3–4 p.) | Penang     |
| Perak            | 1–2          | Sri Pahang |
| Manjung City     | 2–0          | SAINS      |
| Immigration      | 1–0          | BRM        |

## Cuadro de desarrollo
|  | Octavos de final   | Octavos de final   | Octavos de final  |                   |                    | Cuartos de final   | Cuartos de final | Cuartos de final |  |                    | Semifinales        | Semifinales      | Semifinales      |  |                    | Final              | Final       | Final       |  |
|  | 14 y 15 de abril   | 14 y 15 de abril   | 14 y 15 de abril  |                   |                    | 27 y 28 de mayo    | 27 y 28 de mayo  | 27 y 28 de mayo  |  |                    | 25 y 26 de junio   | 25 y 26 de junio | 25 y 26 de junio |  |                    | 22 de julio        | 22 de julio | 22 de julio |  |
|  |                    |                    |                   |                   |                    |                    |                  |                  |  |                    |                    |                  |                  |  |                    |                    |             |             |  |
|  |                    |                    |                   |                   |                    |                    |                  |                  |  |                    |                    |                  |                  |  |                    |                    |             |             |  |
|  | Johor Darul Takzim | Johor Darul Takzim | 3                 |                   |                    |                    |                  |                  |  |                    |                    |                  |                  |  |                    |                    |             |             |  |
|  | Johor Darul Takzim | Johor Darul Takzim | 3                 |                   |                    |                    |                  |                  |  |                    |                    |                  |                  |  |                    |                    |             |             |  |
|  | PDRM               | PDRM               | 0                 |                   |                    |                    |                  |                  |  |                    |                    |                  |                  |  |                    |                    |             |             |  |
|  | PDRM               | PDRM               | 0                 |                   | Johor Darul Takzim | Johor Darul Takzim | 5                |                  |  |                    |                    |                  |                  |  |                    |                    |             |             |  |
|  |                    |                    |                   |                   | Johor Darul Takzim | Johor Darul Takzim | 5                |                  |  |                    |                    |                  |                  |  |                    |                    |             |             |  |
|  |                    |                    | Penang            | Penang            | 0                  |                    |                  |                  |  |                    |                    |                  |                  |  |                    |                    |             |             |  |
|  | Kuching City       | Kuching City       | Penang            | Penang            | 0                  | 0                  |                  |                  |  |                    |                    |                  |                  |  |                    |                    |             |             |  |
|  | Kuching City       | Kuching City       |                   |                   |                    |                    |                  |                  |  |                    |                    |                  |                  |  |                    |                    |             |             |  |
|  | Penang             | Penang             | 4                 |                   |                    |                    |                  |                  |  |                    |                    |                  |                  |  |                    |                    |             |             |  |
|  | Penang             | Penang             | 4                 |                   |                    |                    |                  |                  |  | Johor Darul Takzim | Johor Darul Takzim | 4                |                  |  |                    |                    |             |             |  |
|  |                    |                    |                   |                   |                    |                    |                  |                  |  | Johor Darul Takzim | Johor Darul Takzim | 4                |                  |  |                    |                    |             |             |  |
|  |                    |                    | Selangor          | Selangor          | 0                  |                    |                  |                  |  |                    |                    |                  |                  |  |                    |                    |             |             |  |
|  | Negeri Sembilan    | Negeri Sembilan    | Selangor          | Selangor          | 0                  | 2                  |                  |                  |  |                    |                    |                  |                  |  |                    |                    |             |             |  |
|  | Negeri Sembilan    | Negeri Sembilan    |                   |                   |                    |                    |                  |                  |  |                    |                    |                  |                  |  |                    |                    |             |             |  |
|  | PIB Shah Alam      | PIB Shah Alam      | 0                 |                   |                    |                    |                  |                  |  |                    |                    |                  |                  |  |                    |                    |             |             |  |
|  | PIB Shah Alam      | PIB Shah Alam      | 0                 |                   | Negeri Sembilan    | Negeri Sembilan    | 1                |                  |  |                    |                    |                  |                  |  |                    |                    |             |             |  |
|  |                    |                    |                   |                   | Negeri Sembilan    | Negeri Sembilan    | 1                |                  |  |                    |                    |                  |                  |  |                    |                    |             |             |  |
|  |                    |                    | Selangor          | Selangor          | 3                  |                    |                  |                  |  |                    |                    |                  |                  |  |                    |                    |             |             |  |
|  | Selangor           | Selangor           | Selangor          | Selangor          | 3                  | 4                  |                  |                  |  |                    |                    |                  |                  |  |                    |                    |             |             |  |
|  | Selangor           | Selangor           |                   |                   |                    |                    |                  |                  |  |                    |                    |                  |                  |  |                    |                    |             |             |  |
|  | Sri Pahang         | Sri Pahang         | 0                 |                   |                    |                    |                  |                  |  |                    |                    |                  |                  |  |                    |                    |             |             |  |
|  | Sri Pahang         | Sri Pahang         | 0                 |                   |                    |                    |                  |                  |  |                    |                    |                  |                  |  | Johor Darul Takzim | Johor Darul Takzim | 2           |             |  |
|  |                    |                    |                   |                   |                    |                    |                  |                  |  |                    |                    |                  |                  |  | Johor Darul Takzim | Johor Darul Takzim | 2           |             |  |
|  |                    |                    | Kuala Lumpur City | Kuala Lumpur City | 0                  |                    |                  |                  |  |                    |                    |                  |                  |  |                    |                    |             |             |  |
|  | Terengganu         | Terengganu         | Kuala Lumpur City | Kuala Lumpur City | 0                  | 4                  |                  |                  |  |                    |                    |                  |                  |  |                    |                    |             |             |  |
|  | Terengganu         | Terengganu         |                   |                   |                    |                    |                  |                  |  |                    |                    |                  |                  |  |                    |                    |             |             |  |
|  | Melaka             | Melaka             | 0                 |                   |                    |                    |                  |                  |  |                    |                    |                  |                  |  |                    |                    |             |             |  |
|  | Melaka             | Melaka             | 0                 |                   | Terengganu         | Terengganu         | 4                |                  |  |                    |                    |                  |                  |  |                    |                    |             |             |  |
|  |                    |                    |                   |                   | Terengganu         | Terengganu         | 4                |                  |  |                    |                    |                  |                  |  |                    |                    |             |             |  |
|  |                    |                    | Kelantan          | Kelantan          | 2                  |                    |                  |                  |  |                    |                    |                  |                  |  |                    |                    |             |             |  |
|  | Kelantan           | Kelantan           | Kelantan          | Kelantan          | 2                  | 3                  |                  |                  |  |                    |                    |                  |                  |  |                    |                    |             |             |  |
|  | Kelantan           | Kelantan           |                   |                   |                    |                    |                  |                  |  |                    |                    |                  |                  |  |                    |                    |             |             |  |
|  | Manjung City       | Manjung City       | 0                 |                   |                    |                    |                  |                  |  |                    |                    |                  |                  |  |                    |                    |             |             |  |
|  | Manjung City       | Manjung City       | 0                 |                   |                    |                    |                  |                  |  | Terengganu         | Terengganu         | 0 (2)            |                  |  |                    |                    |             |             |  |
|  |                    |                    |                   |                   |                    |                    |                  |                  |  | Terengganu         | Terengganu         | 0 (2)            |                  |  |                    |                    |             |             |  |
|  |                    |                    | Kuala Lumpur City | Kuala Lumpur City | 0 (4)              |                    |                  |                  |  |                    |                    |                  |                  |  |                    |                    |             |             |  |
|  | Sabah              | Sabah              | Kuala Lumpur City | Kuala Lumpur City | 0 (4)              | 2                  |                  |                  |  |                    |                    |                  |                  |  |                    |                    |             |             |  |
|  | Sabah              | Sabah              |                   |                   |                    |                    |                  |                  |  |                    |                    |                  |                  |  |                    |                    |             |             |  |
|  | Kelantan United    | Kelantan United    | 0                 |                   |                    |                    |                  |                  |  |                    |                    |                  |                  |  |                    |                    |             |             |  |
|  | Kelantan United    | Kelantan United    | 0                 |                   | Sabah              | Sabah              | 1                |                  |  |                    |                    |                  |                  |  |                    |                    |             |             |  |
|  |                    |                    |                   |                   | Sabah              | Sabah              | 1                |                  |  |                    |                    |                  |                  |  |                    |                    |             |             |  |
|  |                    |                    | Kuala Lumpur City | Kuala Lumpur City | 2                  |                    |                  |                  |  |                    |                    |                  |                  |  |                    |                    |             |             |  |
|  | Kuala Lumpur City  | Kuala Lumpur City  | Kuala Lumpur City | Kuala Lumpur City | 2                  | 2                  |                  |                  |  |                    |                    |                  |                  |  |                    |                    |             |             |  |
|  | Kuala Lumpur City  | Kuala Lumpur City  |                   |                   |                    |                    |                  |                  |  |                    |                    |                  |                  |  |                    |                    |             |             |  |
|  | Immigration        | Immigration        | 0                 |                   |                    |                    |                  |                  |  |                    |                    |                  |                  |  |                    |                    |             |             |  |
|  | Immigration        | Immigration        | 0                 |                   |                    |                    |                  |                  |  |                    |                    |                  |                  |  |                    |                    |             |             |  |
|  |                    |                    |                   |                   |                    |                    |                  |                  |  |                    |                    |                  |                  |  |                    |                    |             |             |  |

## Octavos de final
Los partidos se disputaron el 14 y 15 de abril de 2023.
| Equipo 1           | Resultado | Equipo 2        |
| ------------------ | --------- | --------------- |
| Johor Darul Takzim | 3–0       | PDRM            |
| Terengganu         | 4–0       | Melaka          |
| Kelantan           | 3–0       | Manjung City    |
| Kuala Lumpur City  | 2–0       | Immigration     |
| Kuching City       | 0–4       | Penang          |
| Negeri Sembilan    | 2–0       | PIB Shah Alam   |
| Selangor           | 4–0       | Sri Pahang      |
| Sabah              | 2–0       | Kelantan United |

## Cuartos de final
Los partidos se disputaron el 27 y 28 de mayo de 2023.
| Equipo 1           | Resultado | Equipo 2          |
| ------------------ | --------- | ----------------- |
| Johor Darul Takzim | 5–0       | Penang            |
| Negeri Sembilan    | 1–3       | Selangor          |
| Terengganu         | 4–2       | Kelantan          |
| Sabah              | 1–2       | Kuala Lumpur City |

## Semifinales
Los partidos se disputaron el 25 y 26 de junio de 2023.
| Equipo 1           | Resultado    | Equipo 2          |
| ------------------ | ------------ | ----------------- |
| Johor Darul Takzim | 4–0          | Selangor          |
| Terengganu         | 0–0 (2–4 p.) | Kuala Lumpur City |

## Final
La final se jugó el 22 de julio de 2023 en el estadio Sultán Ibrahim en Johor Bahru, Malasia.
| 22 de julio   | Johor Darul Takzim             | 2 – 0   | Kuala Lumpur City | Estadio Sultan Ibrahim, Johor Bahru |                              |
| 21:00 (UTC+8) | - Hong Wan 66' - Velázquez 74' | Reporte |                   | Árbitro(s): Nazmi Nasaruddin        | Árbitro(s): Nazmi Nasaruddin |

|                                        |
| Bandera de Malasia                     |
| Campeón Johor Darul Takzim 3.er título |